# PCR quantitativo em tempo real
Na Biologia Molecular, o PCR em tempo real (do inglês: real-time polymerase chain reaction), também conhecido como PCR quantitativo (qPCR) é uma técnica de laboratório baseada no princípio da reação em cadeia da polimerase (PCR). O procedimento monitora os níveis de ácidos nucleicos durante a amplificação, diferentemente do PCR convencional no qual a quantificação ocorre somente após o final da amplificação.
A reação em cadeia de polimerização em tempo real combina a metodologia de PCR convencional com um mecanismo de detecção e quantificação por fluorescência. A metodologia permite que os processos de amplificação, detecção e quantificação de DNA sejam realizadas em uma única etapa, agilizando a obtenção de resultados e diminuindo o risco de contaminação da amostra e dando maior precisão.

## Princípios do PCR
O PCR permite a amplificação de um segmento específico de DNA a partir de uma mistura complexa de DNA contendo uma pequena quantidade do material de interesse. O protocolo exige a presença da amostra a ser analisada, primers, dNTPs e DNA polimerase. Geralmente, a amostra a ser analisada consiste no DNA complementar (cDNA) resultante da transcrição reversa do RNA. Os primers são fragmentos curtos de DNA de fita simples, complementares à sequência de interesse. Geralmente há um primer forward e um primer reverse. Os dNTPs são os nucleotídeos livres ATP, GTP, TTP e CTP, que contém as bases adenina, guanina, timina e citosina, respectivamente. A DNA polimerase é a enzima que catalisa a síntese do DNA, e é geralmente isolada da bactéria termofílica Thermus aquaticus.
A mistura contendo os componentes mencionados acima são submetidos a vários ciclos em um termociclador. Cada ciclo possui três etapas: 
1 - Desnaturação (melting), com aumento de temperatura, para que as duas fitas do cDNA se separem.
2 - Anelamento (anneling), com diminuição da temperatura, para que os primers pareiem com as sequências-alvo no DNA.
3 - Síntese, na qual a temperatura é a ideal para a atividade da DNA polimerase. A sequência reconhecida pelo primer é replicada.
Estes ciclos ocorrem de 30 a quarenta vezes, até que a sequência de interesse esteja suficientemente amplificada.

## Métodos de detecção no qPCR
Os métodos mais comuns de detecção no qPCR são (1) corantes fluorescentes que se ligam a DNA de dupla fita e (2) sondas específicas a certas sequências de DNA.
Quanto ao primeiro método de detecção, o corante mais utilizado é o SYBR Green, que emite uma fluorescência maior quando ligado ao sulco menor do DNA de dupla fita, em comparação ao corante livre na solução. Deste modo, quanto maior a quantidade de DNA de fita dupla em solução, maior o sinal fluorescente. O SYBR Green é não-específico, de modo que pode se ligar a qualquer sequência de DNA de fita dupla. O seu pico máximo de excitação ocorre a 497nm, enquanto o pico de emissão ocorre a 520nm. 
Em relação ao segundo método de detecção, o método mais conhecido é o TaqMan. O protocolo exige uma DNA polimerase com atividade nuclease 5’ e uma sonda. A sonda consiste em curto oligonucleotídeo de fita simples específico contra o fragmento de interesse, com um fluoróforo repórter em sua extremidade 5’ e um quencher em sua extremidade 3’. A sonda se liga ao DNA de interesse quando este está em sua forma desnaturada. Quando a sonda está intacta, o quencher impede a emissão de sinal pelo repórter. Durante a fase de amplificação, a atividade de nuclease da DNA polimerase hidrolisa o oligonucleotídeo da sonda ligada ao DNA, de modo que o repórter e o quencher são separados e sinal fluorescente é emitido. 

## Quantificação

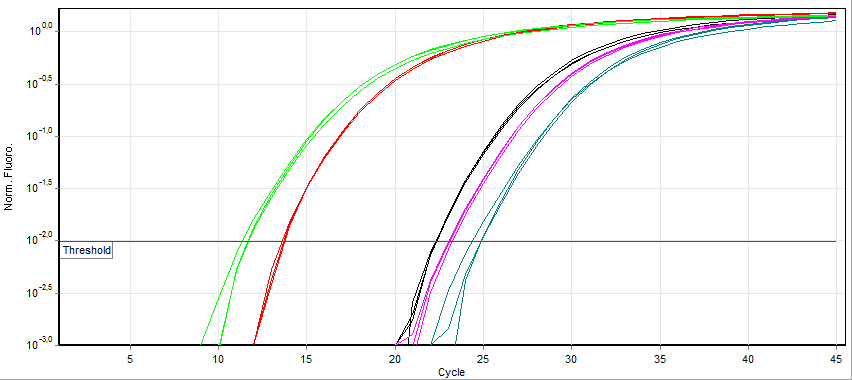
Limiar do Ct. O valor de Ct corresponde ao número do ciclo no qual a curva de PCR cruza o limiar. O limiar é representado pela linha horizontal vermelha. As curvas de PCR à esquerda apresentam menor Ct.

Os dados de qPCR podem ser analisados como quantificação absoluta ou relativa. Na quantificação absoluta, o número total de cópias do produto do PCR é obtido após comparação com uma curva padrão. 
Já na quantificação relativa, no qual o sinal da sequência de interesse é comparado com o de um controle, sendo o método do 2−ΔΔCt o mais utilizado. Para este método, mede-se o valor de Ct, que é o número do ciclo em que o sinal de fluorescência emitido durante o qPCR atinge um limiar significantemente acima da fluorescência de fundo. Menores valores de Ct indicam maiores níveis de expressão, pois são necessários menos ciclos de amplificação para atingir o limiar. Já maiores valores de Ct indicam menores níveis de expressão.
É necessário medir os valores de Ct do gene-alvo e de um gene de expressão endógena, o qual geralmente é um gene de manutenção. Um exemplo de gene endógeno frequentemente utilizado é a β-actina. Os valores de Ct devem ser medidos em condições de tratamento e de controle. A equação para quantificação por 2−ΔΔCt é:
{\displaystyle quantidade\ relativa=2^{-\Delta \Delta Ct}}
Sendo que:
{\displaystyle -\Delta \Delta Ct=\Delta Ct_{tratamento}-\Delta Ct_{controle}}

{\displaystyle \Delta Ct=Ct_{gene\ de\ interesse}-Ct_{gene\ end{\acute {o}}geno}}
2−ΔΔCt  corresponde ao valor de fold-change dos níveis de expressão durante o tratamento em relação ao controle. Um valor de 2−ΔΔCt  igual a um indica níveis de expressão semelhantes entre o tratamento e a condição controle, valores significantemente maiores que 1 indicam expressão aumentada no tratamento, e valores significantemente abaixo de 1 indicam expressão gênica diminuída no tratamento. O valor de 2−ΔΔCt  não possui unidade.